# Jean Bérard
Jean Bérard (Parigi, 26 maggio 1908 – Beaune, 21 luglio 1957) è stato uno storico, archeologo ed ellenista francese.

## Biografia
Figlio di Victor Bérard, ha studiato all'École normale supérieure ottenendo l'aggregazione in lettere. Come membro dell'École française de Rome ha girato, dal 1933 al 1936, e ancora dal 1939 al 1940, visitando diversi siti dell'Italia meridionale e dell'Africa del Nord.
Al suo rientro in patria, è stato nominato per l'insegnamento alla Facoltà di Lettere di Nancy, in seguito prese il ruolo alla Sorbona. Egli si è occupato per lungo tempo dello studio dell'Odissea, tracciandone e ipotizzando un quadro storico-cronologico più accurato sulla guerra di Troia. La sua tesi sulla colonizzazione greca dell'Italia e della Sicilia nell'antichità (La colonisation grecque de l'Italie meridionale et de la Sicilie dans l'antiquité), ha rilanciato un interesse accademico per la Magna Grecia che ha anche permesso, via via, la conferma di molte delle sue teorie.
Dal 1952 al 1955, condusse scavi sull'isola di Cipro, a Pafo/Ktima, dove scoprì molte tombe nella necropoli di Iskendar, realizzate tra il II millennio a.C. e il II secolo a.C. È morto in un incidente stradale a Beaune nel luglio del 1957.
In suo onore a Napoli è stato fondato, nel 1966, un ente di ricerca sull'Italia meridionale che porta il suo nome (Centro "Jean Bérard").

## Pubblicazioni
- Métaponte. Étude d'archéologie et d'histoire, 1936;
- La colonisation grecque de l'Italie et de la Sicile dans l'antiquité, 1941, rist. 1957;
- Bibliographie topographique des principales cités grecques de l'Italie méridionale et de la Sicile dans l'antiquité, 1941;
- Faire des hommes, objet, possibilités, méthodes de l'enseignement, 1946;
- Les Hyksos et la légende d'Io, Recherches sur la période pré-mycénienne, 1952;
- L'expansion et la colonisation grecques jusqu'aux guerres médiques, opera postuma, 1960;